# Amour noir
Amour noir est un roman de Dominique Noguez publié le 11 décembre 1997 aux éditions Gallimard. Ce roman a reçu la même année le prix Femina.

## Résumé
Laetitia est une danseuse porno dans une boîte de nuit à Biarritz. Eric, un jeune cinéaste, tombe amoureux d'elle et ils entament une relation tourmentée, où leurs fantasmes sexuels et leur désir de destruction surgissent au gré des rencontres et des malentendus entre Biarritz, Barcelone et Montréal.

## Éditions
- Éditions Gallimard, coll. « L'Infini », 1997  (ISBN 2-07-075023-X),
- Éditions Gallimard, coll. « Folio », no 3262, 1999  (ISBN 2-07-0410536).